# 飯沼剛一
飯沼 剛一（いいぬま ごういち、1877年10月9日 - 1960年1月11日）は、日本の実業家。大正海上火災保険会長や、東亜火災海上保険社長を務めた。

## 人物・経歴
兵庫県出身。1902年東京高等商業学校（現一橋大学）卒業、三井物産入社。三井物産台北支店長兼南洋協会台湾支部幹事を経て、1918年新設された大正海上火災保険の支配人に就任。1921年大正海上火災取締役支配人。1928年大正海上火災保険専務。1935年から大正海上火災保険会長として、戦時体制下での統合などを進めた。1940年東亜火災海上保険社長。1941年新設された日本損害保険協会の理事に就任。